# Бродский, Борис Ионович
Борис Ионович Бродский (1920—1997) — русский писатель

, искусствовед и театральный педагог, москвовед.

## Биография
Участник Великой Отечественной войны. На фронт отправился добровольцем вместе с Владимиром Этушем, с которым они дружили всю жизнь. Прошёл штрафной батальон. Был ранен.
Работал в Театральном институте им. Б. Щукина. На кафедре искусствоведения театрального института преподавал историю изобразительного искусства и историю костюма с 1960-х по 1980-е годы.
С 1991 года принимал активное участие в редактировании созданного его учеником Алексеем Вейцлером первого русского журнала для мужчин «Андрей»
Похоронен в колумбарий Нового Донского кладбище (20 колумбарий,секция 4).